# Рушув (Люблинское воеводство)
Рушув (пол. Ruszów) — деревня в Замойском повете Люблинского воеводства Польши. Входит в состав гмины Лабуне. Находится примерно в 9 км к юго-востоку от центра города Замосць. По данным переписи 2011 года, в деревне проживало 513 человек.
В 1975—1998 годах деревня входила в состав Замойского воеводства.

## Население
Демографическая структура по состоянию на 31 марта 2011 года:
|         | Всего | До трудоспособного возраста | Трудоспособного возраста | Старше трудоспособного возраста |
| ------- | ----- | --------------------------- | ------------------------ | ------------------------------- |
| Мужчины | 263   | 58                          | 176                      | 29                              |
| Женщины | 250   | 47                          | 136                      | 67                              |
| Всего   | 513   | 105                         | 312                      | 96                              |